# Schlatt TG
| TG ist das Kürzel für den Kanton Thurgau in der Schweiz. Es wird verwendet, um Verwechslungen mit anderen Einträgen des Namens Schlatt zu vermeiden. |

Schlatt (TG) ist eine Ortschaft und seit 1999 eine politische Gemeinde im Bezirk Frauenfeld des Kantons Thurgau in der Schweiz.
Die reformierte Kirchgemeinde trägt den Namen Schlatt bei Diessenhofen.

## Geographie

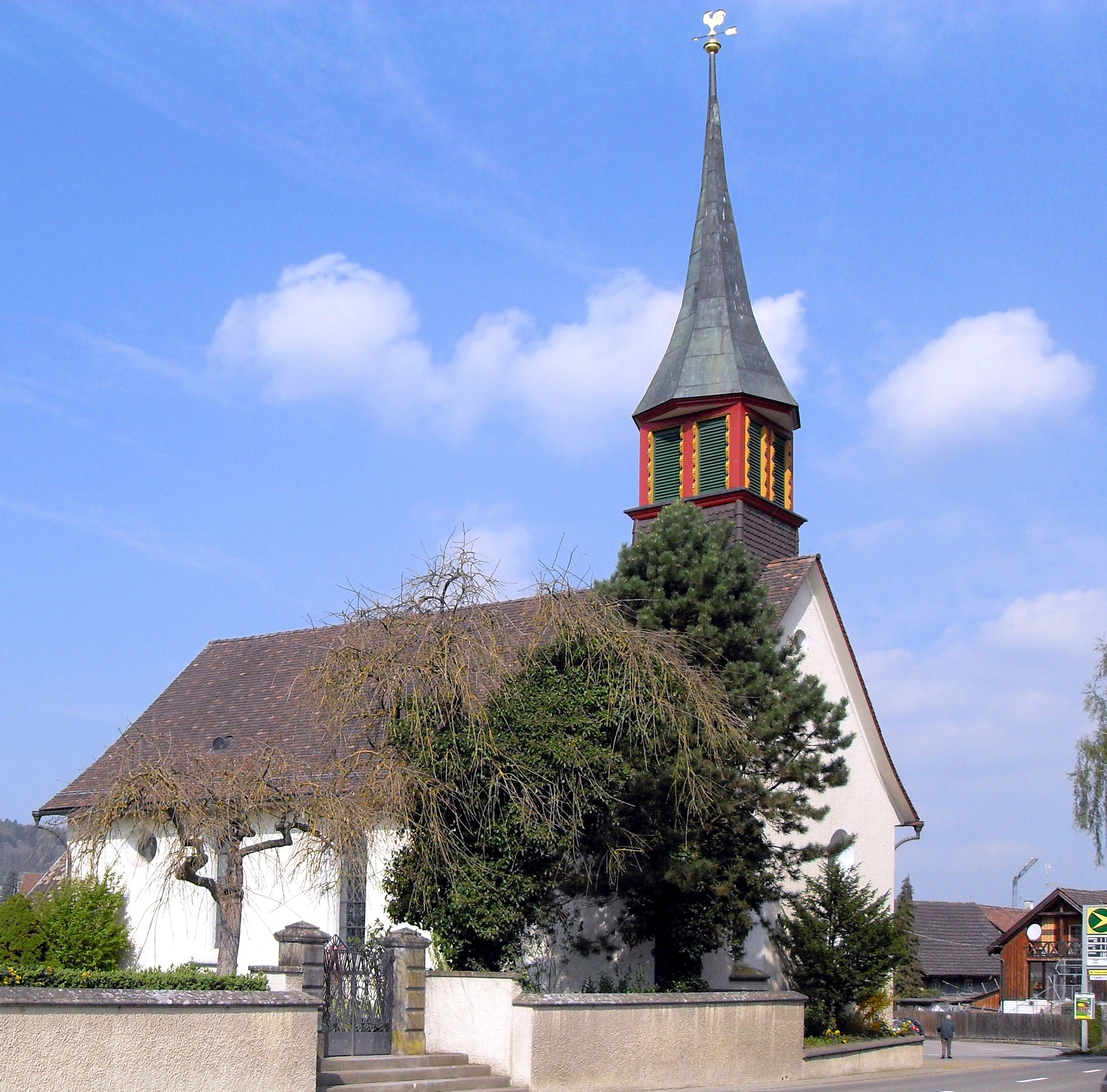
Reformierte Kirche in Schlatt

Die Gemeinde liegt zwischen Frauenfeld und Schaffhausen im Schlattertal am Ostabhang des Cholfirsts. Sie ist die westlichste Gemeinde des Kantons Thurgau und grenzt an das Gebiet des Kantons Zürich. Die Ortsgemeinde Mett-Oberschlatt bildet mit der Ortsgemeinde Unterschlatt eine räumliche und kulturgeschichtliche Einheit. Sie wurde 1999 durch die Fusion der beiden Ortsgemeinden wiederhergestellt, nachdem das alte Schlatt Anfang des 19. Jahrhunderts aufgeteilt worden war.
Die ehemalige Gemeinde Unterschlatt umfasste neben dem Dorf Unterschlatt die Ortsteile Dickihof im Südosten, Altparadies mit dem ehemaligen Kloster Paradies und die im 19. und 20. Jahrhundert entstandene Industriesiedlung Neuparadies sowie im Norden den ehemaligen Weiler Kundelfingen (heute Kundelfingerhof). Die ehemalige Ortsgemeinde Mett-Oberschlatt setzte sich aus den Ortsteilen Mettschlatt, Oberschlatt und Fallentor zusammen.
Die frühere Kiesgrube in der Gishalde wird heute als Trainingsstrecke für Geländefahrzeuge verwendet.
Schlatt hat eine internationale Grenze mit der Exklave Büsingen am Hochrhein (Deutschland).

## Geschichte
Slate wurde 858 erstmals urkundlich erwähnt. Die politische Gemeinde Schlatt besteht seit dem 1. Januar 1999 und vereinigt die beiden ehemaligen Ortsgemeinden Mett-Oberschlatt und Unterschlatt der ehemaligen Munizipalgemeinde Basadingen. Schlatt gehörte bis 2010 zum Bezirk Diessenhofen.
→ siehe auch Abschnitt Geschichte im Artikel Mett-Oberschlatt

→ siehe auch Abschnitt Geschichte im Artikel Unterschlatt

## Wappen

Mett-Oberschlatt

Unterschlatt

Einheitsgemeinde

Blasonierung: Schräg geteilt von Gelb mit schreitendem rotem Löwen und von Rot mit gelber Pflugschar.
Das Wappen der Gemeinde Schlatt wurde bei der Gemeindegründung aus den Wappen der Ortsgemeinden Mett-Oberschlatt und Unterschlatt kombiniert. Der Löwe verweist vermutlich auf die Kyburger, die Pflugschar steht für die landwirtschaftliche Prägung der Gemeinde.

## Bevölkerung
| Hier fehlt eine Grafik, die leider im Moment aus technischen Gründen nicht angezeigt werden kann. Wir arbeiten daran! |

|                               | 1800 | 1831 | 1850 | 1870 | 1900 | 1950 | 1990 | 2000 | 2010 | 2018 |
| ----------------------------- | ---- | ---- | ---- | ---- | ---- | ---- | ---- | ---- | ---- | ---- |
| Politische Gemeinde           |      |      |      |      |      |      |      | 1485 | 1601 | 1698 |
| Ortsgemeinde Mett-Oberschlatt | 203  |      | 287  | 332  | 257  | 317  | 326  |      |      |      |
| Ortsgemeinde Unterschlatt     |      | 466  | 631  | 636  | 633  | 914  | 915  |      |      |      |

Von den insgesamt 1698 Einwohnern der Gemeinde Schlatt im Jahr 2018 waren 187 bzw. 11,0 % ausländische Staatsbürger. 912 (53,7 %) waren evangelisch-reformiert und 297 (17,5 %) römisch-katholisch.

## Wirtschaft
Im Jahr 2016 bot Schlatt 403 Personen Arbeit (umgerechnet auf Vollzeitstellen). Davon waren 15,2 % in der Land- und Forstwirtschaft, 41,5 % in Industrie, Gewerbe und Bau sowie 43,3 % im Dienstleistungssektor tätig.

## Sehenswürdigkeiten
Das Kloster Paradies ist im Inventar der schützenswerten Ortsbilder der Schweiz aufgeführt.
→ siehe auch Artikel Liste der Kulturgüter in Schlatt TG

→ siehe auch Abschnitt Sehenswürdigkeiten im Artikel Mett-Oberschlatt

### Dickihof

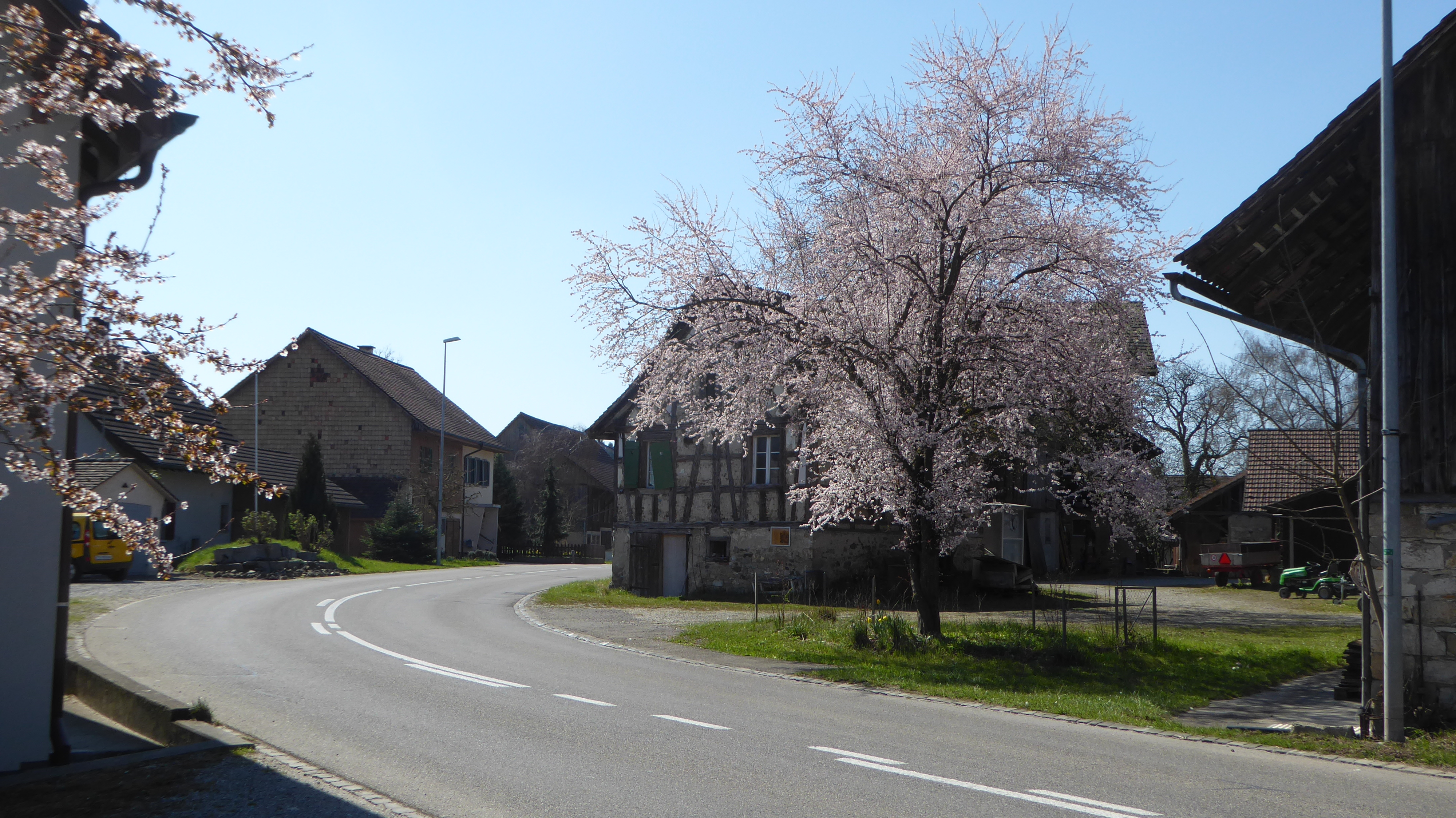
Dickihof

Ein Grabhügel lässt darauf schliessen, dass der Weiler Dickihof vermutlich bereits zur Hallstattzeit besiedelt war. Die Siedlung wird 1162 als zur Kartause Ittingen zugehörend bezeichnet, der Kirchenfürst Ticchi soll in diesem Ort residiert haben. Dieser bäuerliche Weiler, dessen älteste Bausubstanz vermutlich aus dem 18. Jahrhundert stammt, präsentiert sich heute noch in etwa gleich wie auf der Siegfriedkarte von 1883.
Der Weiler Dickihof ist im Inventar der schützenswerten Ortsbilder der Schweiz aufgeführt.

## Bilder

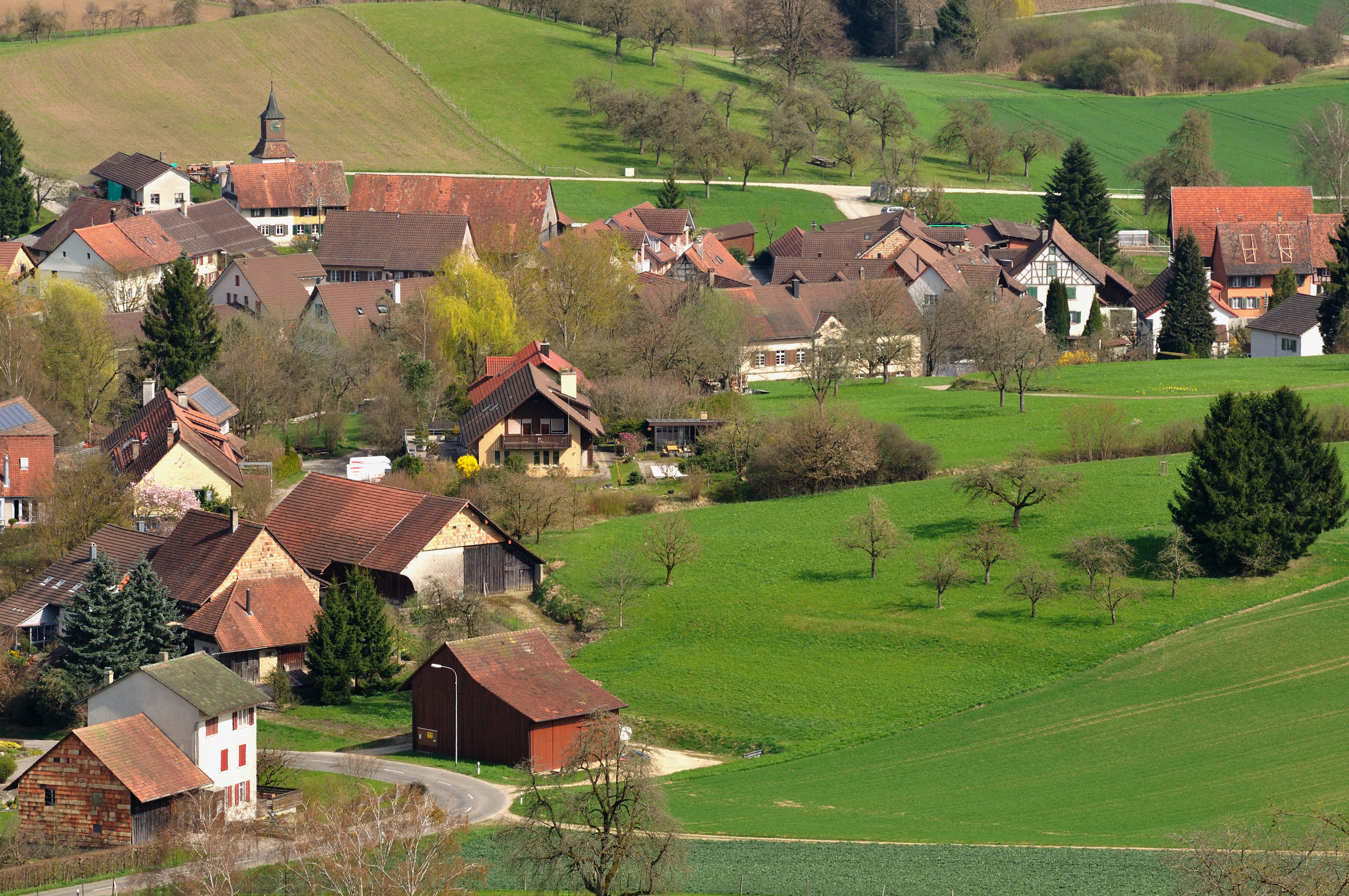
Vorne Oberschlatt, dahinter Mettschlatt
Oberschlatt im Jahr 1954
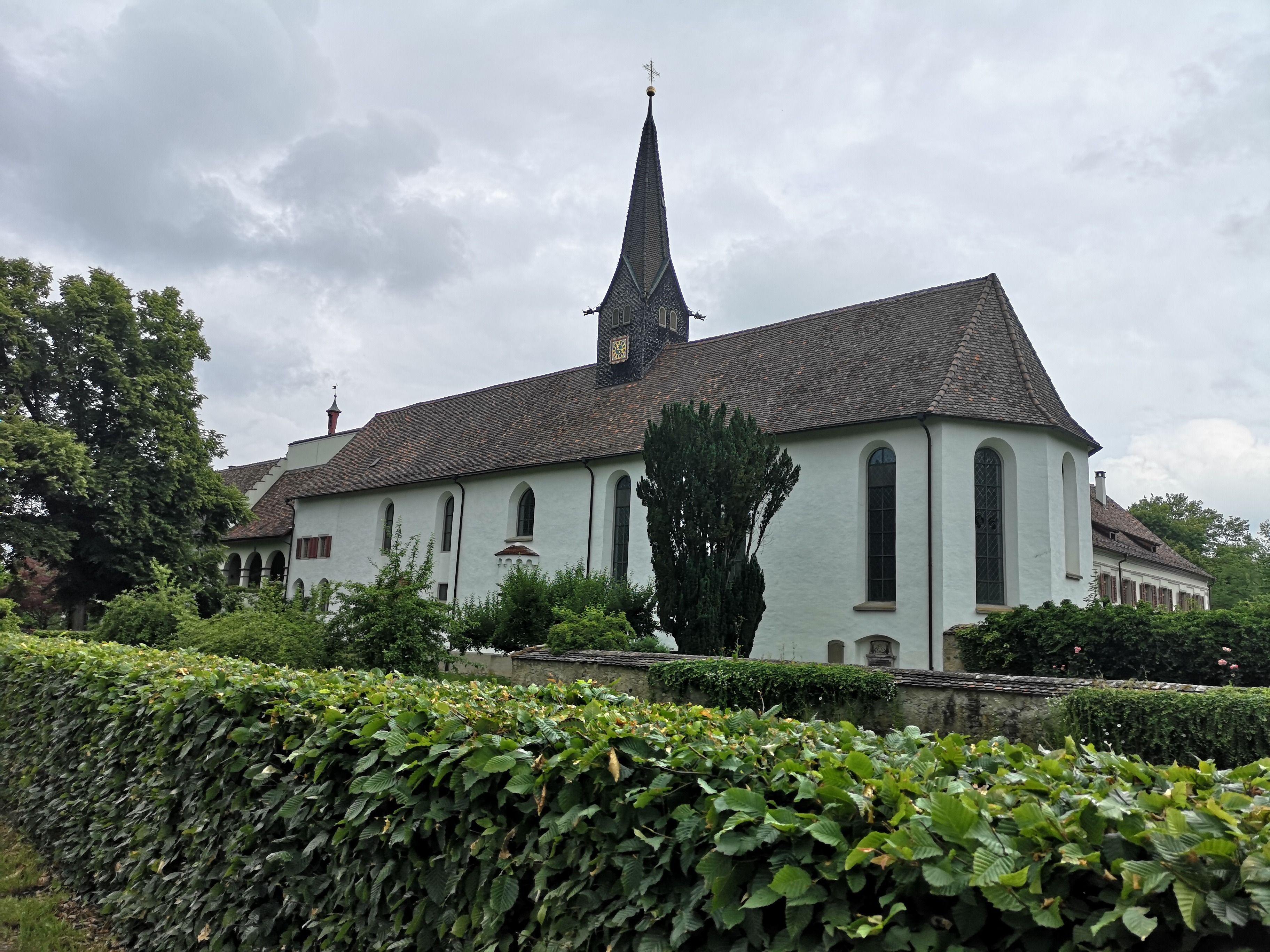
Klosterkirche Altparadies
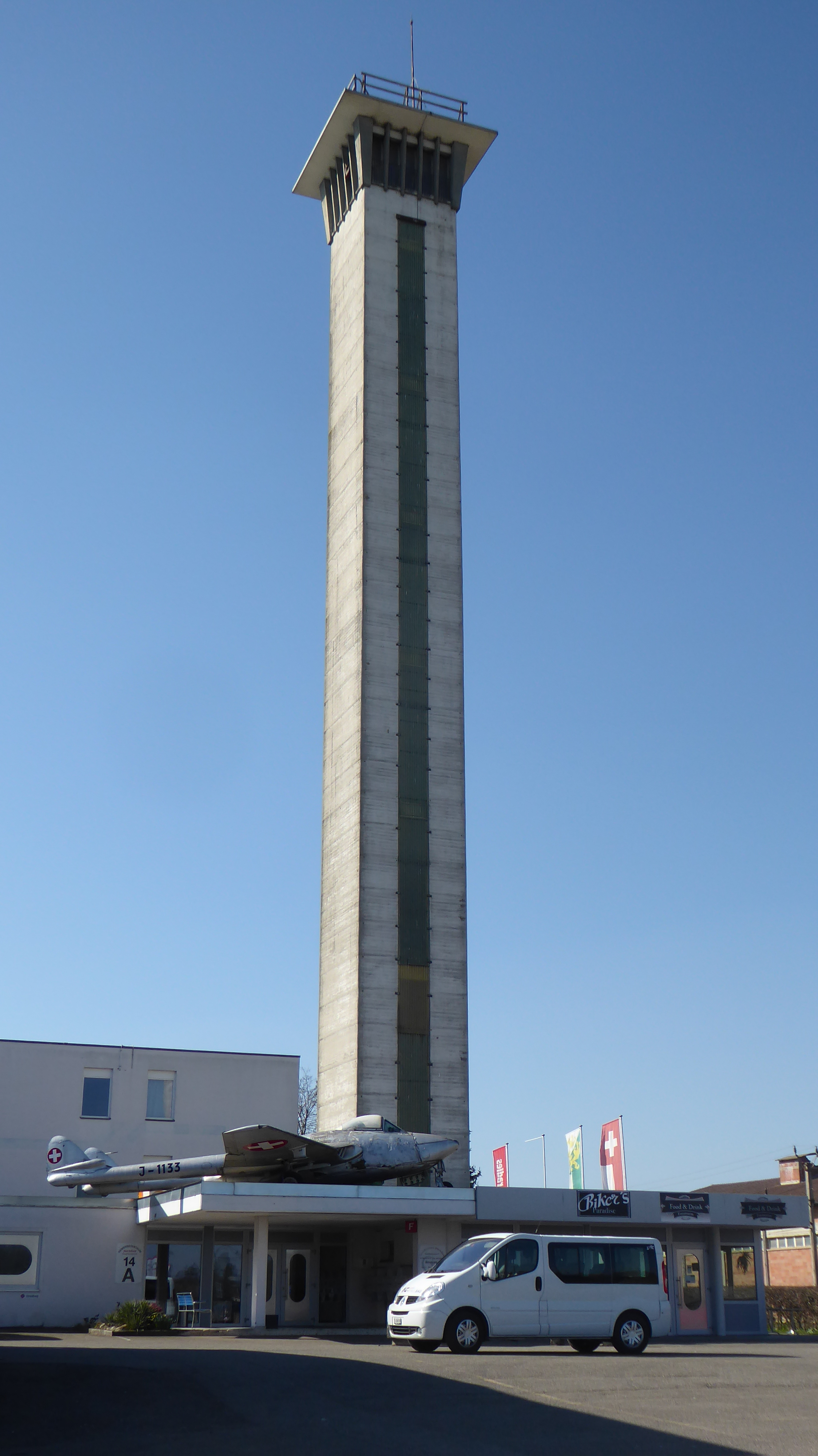
Liftturm Neuparadies